# Mathieu Bigote
Mathieu Bigote, né le 27 août 1984 à Grande-Synthe (France), est un joueur et entraîneur français de basket-ball. Il mesure 1,90 m et évolue au poste d'arrière.

## Biographie
Le 4 février 2012, lors d'un match contre Chartres en Nationale 1, il marque 36 points dont 30 en seconde mi-temps.
En mai 2012, il signe au Portel, club de Pro B, pour deux saisons dont une optionnelle.
En juin 2013, il signe à Rouen. En août, il est victime d'une inflammation au tendon d'Achille gauche,. Il reprend l'entraînement individuel à la fin du mois de septembre. Mais, il rechute à la mi-octobre et ne peut toujours pas participer à un match avec son nouveau club. Il doit être écarté des parquets pendant au moins trois mois. Début février, alors que Rouen a déjà disputé 27 matchs en compétition sans lui, il reprend l'entraînement. Hélas, alors qu'il était proche de jouer son premier match officiel, il se fracture la main et doit s'absenter durant six semaines minimum. En mars, Rouen engage Justin Tubbs en tant que pigiste médical de Mathieu. Début avril, son arrêt de travail est prolongé jusqu'au 4 mai ce qui l'oblige à mettre un terme à sa saison blanche. Sous contrat avec Rouen jusqu'en juin 2015, il accepte de baisser son salaire pour permettre au club de signer Sean May.
Le 4 décembre 2014, il s'engage avec le FC Mulhouse Basket (Nationale 1).

## Clubs
- 2005-2006 :  SOM Boulogne-sur-Mer (Nationale 2)
- 2006-2007 :  Entente des deux Caps (Nationale 2)
- 2007-2008 :  JSA Bordeaux (Nationale 1)
- 2008-2009 :  Cognac BB (Nationale 2)
- 2009-2010 :  Cognac BB (Nationale 1)
- 2010-2011 :  Cognac BB (Nationale 2)
- 2011-2012 :  Cognac BB (Nationale 1)
- 2012-2013 :  ESSM Le Portel (Pro B)
- 2013-2014 :  Rouen MB (Pro B)
- 2014-2015 :
  -  Rouen MB (Pro A)
  -  FC Mulhouse (Nationale 1)
- 2015-2016 :  FC Mulhouse (Nationale 1)
- 2016-2017-2020 :  CEP Lorient (Nationale 1)
- 2020-2022 : Vendée Challans Basket (Nationale 1)

## Palmarès

### En club
- Champion de France NM2 : 2011
- Trophée Coupe de France : 2011

### Individuel
- Meilleur marqueur de la Poule C de Nationale 2 lors de la saison 2006-2007[16].
- 2e meilleur marqueur de Nationale 1 lors de la saison 2011-2012[16].

## Vie privée
Ses parents sont Pascale Morel et Éric Bigote. Sa mère est une ancienne joueuse de basket-ball en Nationale 2 avec Grande-Synthe, Dunkerque et Calais et membre du Comité directeur de l'Olympique Grande-Synthe. Son père entraîne plusieurs équipes à l'Olympique de Grande-Synthe.
Il est le grand frère de Valentin Bigote, basketteur professionnel au Mans. Il a également deux sœurs : Marine et Iris.